# Halowe Mistrzostwa Europy w Lekkoatletyce 1980 – bieg na 3000 m mężczyzn
Bieg na 3000 metrów mężczyzn – jedna z konkurencji biegowych rozgrywanych podczas halowych lekkoatletycznych mistrzostw Europy w hali Glaspalast w Sindelfingen.  Rozegrano od razu bieg finałowy 2 marca 1980. Zwyciężył reprezentant Republiki Federalnej Niemiec Karl Fleschen, który był już mistrzem w tej konkurencji w 1977. Tytułu zdobytego na poprzednich mistrzostwach nie bronił Markus Ryffel ze Szwajcarii.

## Rezultaty

### Finał
Rozegrano od razu bieg finałowy, w którym wzięło udział 6 biegaczy.
Opracowano na podstawie materiału źródłowego.
| Miejsce | Zawodnik             | Czas   |
| ------- | -------------------- | ------ |
| 1       | Karl Fleschen        | 7:57,5 |
| 2       | Klaas Lok            | 7:57,9 |
| 3       | Hans-Jürgen Orthmann | 7:59,9 |
| 4       | Bernhard Gatzke      | 8:07,8 |
| 5       | Marios Kasianidis    | 8:08,5 |
| 6       | Fulvio Costa         | 8:20,8 |